# 택시 (2015년 영화)
《택시》(페르시아어: تاکسی, 영어: Taxi)는 2015년 이란의 다큐픽션이다. 영화는 제65회 베를린 국제 영화제 경쟁부문에서 처음 공개되었으며, 황금곰상을 수상하였다. 파나히는 2010년, 이란 정부로부터 영화 제작 및 출국 금지 처분을 받았기 때문에 조카이자 영화에도 출연한 하나 사에이디가 대신 수상하였다.

## 출연

### 주연
- 자파르 파나히

## 반응
25개의 리뷰를 기반으로 메타크리틱 91/100점을 기록하며 대체적인 호평을 받았다.
2015년 베를린 국제 영화제 심사위원장 대런 애러노프스키는 영화에 대하여 "영화에 보내는 러브레터... 그의 예술, 공동체, 국가, 관객에 대한 사랑으로 가득 차있다."라고 평을 밝혔다.

## 같이 보기
- 다큐픽션
- 희극